# Zenkevitchiana longissima
Zenkevitchiana longissima — вид багатощетинкових кільчастих червів родини погонофори (Siboglinidae). Абісальний вид, що поширений на півночі Тихого океану.